# Asase Ja
Asase Ja (dobesedno rojena v četrtek), tudi Asase Afua (rojena v petek), je boginja zemlje in mrtvih pri Akanih v Gani. Prestavlja nerodovitna tla. Kot žena boga Wulbarija rodi živa bitja, mrtve pa sprejme k sebi. Njeno sveto število je šest, zvezdni simbol Jupiter, sveti živali pa sta kača in škorpijon.